# Cantón de Pont-de-Veyle
El cantón de Pont-de-Veyle (en francés canton de Pont-de-Veyle) era una división administrativa francesa del departamento de Ain, en la región de Ródano-Alpes.

## Composición
El cantón estaba formado por doce comunas:
- Bey
- Cormoranche-sur-Saône
- Crottet
- Cruzilles-lès-Mépillat
- Grièges
- Laiz
- Perrex
- Pont-de-Veyle
- Saint-André-d'Huiriat
- Saint-Cyr-sur-Menthon
- Saint-Genis-sur-Menthon
- Saint-Jean-sur-Veyle

## Supresión del cantón
En aplicación del decreto nº 2014-147 del 13 de febrero de 2014, el cantón de Pont-de-Veyle fue suprimido el 1 de abril de 2015 y sus 12 comunas pasaron a formar parte del cantón de Vonnas.